# Liliana Queiroz
Liliana Queiroz (10 de Agosto de 1985) é uma modelo portuguesa.

## Carreira
Vencedora da edição de 2005 do concurso Miss Playboy TV. Desde os 13 anos que se dedica à passagem de modelos. Trabalhou também em 2003 como apresentadora no canal SMS. Teve participações como actriz nas séries da SIC "Maré Alta" e "Malucos do Riso". Nascida a 10 de Agosto de 1985. Morou em Unhos, perto de Catujal onde viveu até a adolescência. Contracenou com Gonçalo Marcelino num filme erótico, na Argentina. Foi, ainda, capa da revista Playboy Portugal em Setembro de 2009. Em 2013, foi concorrente do Big Brother VIP, do qual desistiu.

## Medidas
- 88-60-88 cm
- Altura: 1,72 m

## Vida pessoal
Aos nove anos descobriu que os pais se drogavam e passou a viver com os avós paternos. Aos 25 anos, já depois de ter sido modelo da ‘Playboy’ teve uma depressão.